# Wir
A Wir Marusha német énekesnő 2. stúdióalbuma, mely 1995. november 13-án jelent meg Németországban a Low Spirit kiadónál.
Az albumról kimásolt Deep című dal a német, osztrák, finn és svájci kislemezlistákra is felkerült. Az Unique című dal a finn slágerlista 8. helyéig jutott, de felkerült a német és az osztrák listára is.

## Megjelenések
CD  Low Spirit Recordings – 529 504-2
1. Original (6:53)
2. Lava (7:33)
3. Deep (5:47)
4. House (5:50)
5. Sunset (5:10)
6. Secret (5:35)
7. Unique (5:16)
8. Hopper (5:43)
9. Adjust (4:45)
10. Vermilion (5:33

## Slágerlista
| Év   | Cím | Slágerlista | Slágerlista | Slágerlista | Díjak, jelölések |
| Év   | Cím | GER         | AUT         | SWI         | Díjak, jelölések |
| ---- | --- | ----------- | ----------- | ----------- | ---------------- |
| 1995 | Wir | 81          | —           | —           |                  |

## Külső hivatkozások
- Hallgasd meg a teljes albumot a YouTube-on[3]
- Az Unique című dal videóklipje[3]
- A Secret című dal videóklipje[4]
- Diszkográfia magyarul a partynews.hu oldalon[5]
- Az album az Amazon.com oldalon[6]